# Liedvorm
De liedvorm is een vorm van compositie, opgebouwd uit duidelijk van elkaar te onderscheiden muzikale volzinnen.
Bij de analyse van die muzikale zinnen geeft men de eerste zin altijd de letter "A", de tweede "'B" etc. Onderverdelingen in deze zinnen geeft men met kleine letters aan.  Een enigszins gevarieerde herhaling van "A" noemt men "A' ".  Zo onderscheidt men de eendelige liedvorm (A), de tweedelige liedvorm (A-B of A A), de driedelige liedvorm (A B A; A A B of A B C ). In de samengestelde liedvorm worden de zinnen groepsgewijze gerangschikt en vormen ze op die manier eenheden binnen de totale structuur.
Een liedvorm hoeft niet noodzakelijkerwijs woorden of vocale muziek te bevatten. Het tweede deel van een symfonie, sonate of strijkkwartet is meestal een liedvorm. Ook dansen, zoals een wals of een mars, zijn vaak een liedvorm. Voorbeelden van muziek in liedvorm zonder woorden zijn:
- Lieder ohne Worte (Mendelssohn), een compositie voor piano van Felix Mendelssohn Bartholdy, met gezang, maar zonder woorden
- Lieder ohne Worte (Schumann), een compositie van Robert Schumann
- Lieder ohne Worte (Schmoelling), een muziekalbum van Johannes Schmoelling, zonder zang